# Línea 661 (Interurbanos Madrid)
La línea 661 de la red de autobuses interurbanos de Madrid une el intercambiador de Moncloa con la estación de autobuses de San Lorenzo de El Escorial a través de Galapagar.

## Características
Esta línea une los municipios de San Lorenzo de El Escorial, El Escorial, Galapagar y Las Rozas de Madrid con el intercambiador de Moncloa Madrid y viceversa, en aproximadamente 55 minutos. Además, dispone de 2 expediciones diarias de lunes a viernes laborables que continúan hasta el Hospital de El Escorial.
Circula por el carril Bus-VAO de la A-6 mientras esté abierto.
Siguiendo la numeración de líneas del CRTM, las líneas que circulan por el corredor 6 son aquellas que dan servicio a los municipios situados en torno a la A-6 y comienzan con un 6.
Está operada por la empresa ALSA mediante la concesión administrativa VCM-607 - Madrid – San Lorenzo de El Escorial (Viajeros Comunidad de Madrid) del Consorcio Regional de Transportes de Madrid.

## Horarios
| Lunes a viernes laborables (Vigente de 1 de septiembre a 30 de junio)      |          |             |          |          |          |          |                   |                   |                |                |                |                |                   |                |             |       |    |
| 6                                                                          | 7        | 8           | 9        | 10       | 11       | 12       | 13                | 14                | 15             | 16             | 17             | 18             | 19                | 20             | 21          | 22    | 23 |
| 55                                                                         | 20 35 50 | 00 10 20 30 | 00 20 40 | 00 20 40 | 00 20 40 | 00 20 40 | 00 10 20 30 40 50 | 00 15 25 35 45 55 | 05 15 30 40 50 | 00 10 20 35 45 | 00 15 30 40 55 | 00 20 30 40 50 | 00 10 20 30 40 50 | 00 15 30 40 55 | 10 20 30 45 | 00 50 | 15 |
| Lunes a viernes laborables (Vigente julio y horario no lectivo de Navidad) |          |             |          |          |          |          |                   |                   |                |                |                |                |                   |                |             |       |    |
| 6                                                                          | 7        | 8           | 9        | 10       | 11       | 12       | 13                | 14                | 15             | 16             | 17             | 18             | 19                | 20             | 21          | 22    | 23 |
| 55                                                                         | 30 40    | 00 30       | 00 30    | 00 30    | 00 30    | 00 20 40 | 00 20 40 50       | 00 10 20 35 50    | 05 20 35 50    | 05 25 45       | 05 25 45       | 00 15 30 45 55 | 10 30 45          | 00 15 30 50    | 10 30       | 00 50 | 15 |
| Lunes a viernes laborables (Vigente agosto)                                |          |             |          |          |          |          |                   |                   |                |                |                |                |                   |                |             |       |    |
| 6                                                                          | 7        | 8           | 9        | 10       | 11       | 12       | 13                | 14                | 15             | 16             | 17             | 18             | 19                | 20             | 21          | 22    | 23 |
| 55                                                                         | 30 40    | 00 30       | 00 30    | 00 30    | 00 30    | 00 20 40 | 00 20 40 50       | 00 10 20 35 50    | 05 20 50       | 05 25 45       | 05 25 45       | 00 30 45 55    | 10 30 45          | 00 15 30 50    | 10 30       | 00 50 | 15 |
| Sábados laborables                                                         |          |             |          |          |          |          |                   |                   |                |                |                |                |                   |                |             |       |    |
|                                                                            |          | 8           | 9        | 10       | 11       | 12       | 13                | 14                | 15             | 16             | 17             | 18             | 19                | 20             | 21          | 22    | 23 |
|                                                                            |          | 00 30       | 00 30    | 00 30 55 | 00 45    | 00 30    | 15 45             | 15 45             | 15 45          | 15 45          | 15 45          | 15 45          | 15 30             | 00 45          | 15 45       | 15 45 | 15 |
| Domingos y festivos                                                        |          |             |          |          |          |          |                   |                   |                |                |                |                |                   |                |             |       |    |
|                                                                            |          | 8           | 9        | 10       | 11       | 12       | 13                | 14                | 15             | 16             | 17             | 18             | 19                | 20             | 21          | 22    | 23 |
|                                                                            |          | 10          | 00       | 00 30    | 30       | 00 30    | 15 45             | 15 45             | 15             | 00 30          | 15 45          | 30             | 05 30             | 00             | 30          | 00    | 15 |
| *Continúa hasta el Hospital de El Escorial.                                |          |             |          |          |          |          |                   |                   |                |                |                |                |                   |                |             |       |    |

| Lunes a viernes laborables (Vigente de 1 de septiembre a 30 de junio)      |                   |                      |                   |          |          |          |             |          |             |          |          |          |          |          |       |       |    |    |
| 5                                                                          | 6                 | 7                    | 8                 | 9        | 10       | 11       | 12          | 13       | 14          | 15       | 16       | 17       | 18       | 19       | 20    | 21    | 22 | 23 |
| 45                                                                         | 00 15 25 35 45 55 | 00 15 20 25 30 40 50 | 00 10 20 30 45    | 00 20 40 | 00 20 40 | 00 20 40 | 00 20 35 50 | 05 20 40 | 00 15 30 45 | 00 20 40 | 00 20 40 | 00 20 45 | 10 35    | 00 20 40 | 00 30 | 15    | 00 | 00 |
| Lunes a viernes laborables (Vigente julio y horario no lectivo de Navidad) |                   |                      |                   |          |          |          |             |          |             |          |          |          |          |          |       |       |    |    |
| 5                                                                          | 6                 | 7                    | 8                 | 9        | 10       | 11       | 12          | 13       | 14          | 15       | 16       | 17       | 18       | 19       | 20    | 21    | 22 | 23 |
| 45                                                                         | 00 15 25 35 45    | 00 10 20 35 45       | 00 10 20 30 40 50 | 20       | 00 30    | 00 30    | 00 40       | 10 40    | 00 30       | 00 30    | 00 30    | 00 30    | 00 20 40 | 00 30    | 00 30 | 30    |    | 00 |
| Lunes a viernes laborables (Vigente agosto)                                |                   |                      |                   |          |          |          |             |          |             |          |          |          |          |          |       |       |    |    |
| 5                                                                          | 6                 | 7                    | 8                 | 9        | 10       | 11       | 12          | 13       | 14          | 15       | 16       | 17       | 18       | 19       | 20    | 21    | 22 | 23 |
| 45                                                                         | 00 15 25 35 45    | 00 20 35 45          | 00 20 30 40 50    | 20       | 00 30    | 00 30    | 00 40       | 10 40    | 00 30       | 00 30    | 00 30    | 00 30    | 00 20 40 | 00 30    | 00 30 | 30    |    | 00 |
| Sábados laborables                                                         |                   |                      |                   |          |          |          |             |          |             |          |          |          |          |          |       |       |    |    |
|                                                                            | 6                 | 7                    | 8                 | 9        | 10       | 11       | 12          | 13       | 14          | 15       | 16       | 17       | 18       | 19       | 20    | 21    | 22 |    |
|                                                                            | 45                | 15 45                |                   | 00 40    | 20       | 00 45    | 30          | 15       | 00 40       | 20       | 00 30    | 00 20 40 | 00 25 45 | 15 45    | 15    | 00 30 | 00 |    |
| Domingos y festivos                                                        |                   |                      |                   |          |          |          |             |          |             |          |          |          |          |          |       |       |    |    |
|                                                                            |                   | 7                    | 8                 | 9        | 10       | 11       | 12          | 13       | 14          | 15       | 16       | 17       | 18       | 19       | 20    | 21    | 22 | 23 |
|                                                                            |                   | 45                   |                   | 00 45    | 15       | 00 30    | 00 30       | 00       | 00          | 00       | 00 45    | 15 45    | 00 30    | 30       | 00    |       | 00 | 00 |
| *Finaliza en el paseo de Moret.                                            |                   |                      |                   |          |          |          |             |          |             |          |          |          |          |          |       |       |    |    |

## Recorrido y paradas

### Sentido San Lorenzo de El Escorial
NOTA: Las paradas sombreadas en morado se realizan con el carril Bus-VAO abierto, mientras que las sombreadas en azul se realizan cuando circula por el lateral de la A-6.
| Código                                                                                         | Parada                                    | Común con                                                                                             | Conexión con Metro | Municipio                  | Zona |
| ---------------------------------------------------------------------------------------------- | ----------------------------------------- | --- | ------------------ | -------------------------- | ---- |
| 6002                                                                                           | Intercambiador de Moncloa (dársena 11)    | 664                                                                                                   | Moncloa            | Madrid                     |      |
| 1338                                                                                           | Facultad de Veterinaria                   | 83 133 162 164 621 622 623 624 624A 625 627 628 629 651 652 653 654 655 656 656A 657 658 661A 662 664 |                    | Madrid                     |      |
| 6026                                                                                           | Av. Padre Huidobro - Urb. Casaquemada     | 621 622 623 624 624A 625 627 628 629 661A 662 664                                                     |                    | Madrid                     |      |
| 11089                                                                                          | Ctra. El Escorial - Quinta del Sol        | 621 622 623 624A 625 627 628 629                                                                      |                    | Las Rozas                  |      |
| 06149                                                                                          | Ctra. M505 - Burgocentro                  | 627 631 633 641 642 643 645 661A 662 685                                                              |                    | Las Rozas                  |      |
| 06150                                                                                          | Ctra. M-505 - Urb. La Chopera             | 661A 662 667 1                                                                                        |                    | Las Rozas                  |      |
| 06152                                                                                          | Camino Real - Urb. Molino de la Hoz       | 661A 662 667 1                                                                                        |                    | Las Rozas                  |      |
| 06153                                                                                          | Ctra. M505 - Urb. Roncesvalles            | 661A 667                                                                                              |                    | Galapagar                  |      |
| 06154                                                                                          | Ctra. M505 - Urb. Los Gamos               | 661A 667                                                                                              |                    | Galapagar                  |      |
| 11094                                                                                          | Ctra. M505 - Colegio                      | 661A 667                                                                                              |                    | Galapagar                  |      |
| 06155                                                                                          | Ctra. M505 - Pza. Cruz Roja               | 661A 667                                                                                              |                    | Galapagar                  |      |
| 12306                                                                                          | Ctra. M505 - Cruce Ctra. Guadarrama       | 661A 667                                                                                              |                    | Galapagar                  |      |
| 06156                                                                                          | Ctra. M505 - Urb. Vistanevada             | 661A 667                                                                                              |                    | Galapagar                  |      |
| 10181                                                                                          | Ctra. M505 - Embalse Valmayor             | 667 3                                                                                                 |                    | El Escorial                |      |
| 11525                                                                                          | Av. Constitución - Madrid                 | 640 666 667 669 669A 3                                                                                |                    | El Escorial                |      |
| 10183                                                                                          | Av. Constitución - Francisco Valiño       | 640 666 667 669 669A 2 3                                                                              |                    | El Escorial                |      |
| 11527                                                                                          | San Sebastián - Cardenal Cisneros         | 667 669 669A 2 3                                                                                      |                    | El Escorial                |      |
| 18485                                                                                          | Av. M. Moratiel Iban - Pablo Mayoral      | 667 2                                                                                                 |                    | El Escorial                |      |
| 10184                                                                                          | Juliana - Urb. Los Escoriales             | 667                                                                                                   |                    | El Escorial                |      |
| 11923                                                                                          | Av. Reyes Católicos - Padre Wigfrido      | 640 667 1                                                                                             |                    | El Escorial                |      |
| Terminal de las expediciones que no continúan al Hospital de El Escorial:                      |                                           | |                    |                            |      |
| 10185                                                                                          | Est. de Autobuses de S. L. de El Escorial | 640 660 664 665 666 667 669 669A                                                                      |                    | San Lorenzo de El Escorial |      |
| Paradas de las expediciones con destino Hospital de El Escorial (no realizan la parada 10185): |                                           | |                    |                            |      |
| 11529                                                                                          | Juan de Toledo - Estación de autobuses    | 640 2 4                                                                                               |                    | San Lorenzo de El Escorial |      |
| 11026                                                                                          | Hospital El Escorial                      | 640 660 669 669A 2 3 4                                                                                |                    | San Lorenzo de El Escorial |      |

### Sentido Madrid
NOTA: Las paradas sombreadas en morado se realizan con el carril Bus-VAO abierto, mientras que las sombreadas en azul se realizan cuando circula por el lateral de la A-6.
| Código                                                                      | Parada                                    | Común con                                                                                                  | Conexión con Metro | Municipio                  | Zona |
| --------------------------------------------------------------------------- | ----------------------------------------- | --- | ------------------ | -------------------------- | ---- |
| 10185                                                                       | Est. de Autobuses de S. L. de El Escorial | 640 660 664 665 666 667 669 669A                                                                           |                    | San Lorenzo de El Escorial |      |
| 11924                                                                       | Av. Reyes Católicos - Padre Wigfrido      | 640 667 1                                                                                                  |                    | El Escorial                |      |
| 10186                                                                       | Juliana - Urb. Los Escoriales             | 667 |                    | El Escorial                |      |
| 18484                                                                       | Av. M. Moratiel Iban - Pablo Mayoral      | 667 2 |                    | El Escorial                |      |
| 11528                                                                       | San Sebastián - Conde de Chinchón         | 667 669 669A 2 3                                                                                           |                    | El Escorial                |      |
| 10187                                                                       | Av. Constitución - Quiterio López         | 640 666 667 669 669A 3                                                                                     |                    | El Escorial                |      |
| 11526                                                                       | Av. Constitución - Alfonso XIII           | 640 666 667 669 669A 3                                                                                     |                    | El Escorial                |      |
| 10189                                                                       | Ctra. M505 - Embalse Valmayor             | 667 3 |                    | El Escorial                |      |
| 06157                                                                       | Ctra. M505 - Urb. Vistanevada             | 661A 667                                                                                                   |                    | Galapagar                  |      |
| 12305                                                                       | Ctra. M505 - Cruce Ctra. Guadarrama       | 661A 667                                                                                                   |                    | Galapagar                  |      |
| 06158                                                                       | Ctra. El Escorial - Pza. Cruz Roja        | 630 634 661A 667                                                                                           |                    | Galapagar                  |      |
| 11095                                                                       | Ctra. M505 - Colegio                      | 661A 667                                                                                                   |                    | Galapagar                  |      |
| 06159                                                                       | Ctra. M505 - Urb. Los Gamos               | 661A 667                                                                                                   |                    | Galapagar                  |      |
| 06160                                                                       | Ctra. M505 - Urb. Roncesvalles            | 661A 667                                                                                                   |                    | Galapagar                  |      |
| 06161                                                                       | Ctra. M505 - Urb. Molino de la Hoz        | 661A 662 667 1                                                                                             |                    | Las Rozas                  |      |
| 06163                                                                       | Ctra. M505 - Urb. La Chopera              | 661A 662 667 1                                                                                             |                    | Las Rozas                  |      |
| 06164                                                                       | Ctra. M505 - Burgocentro                  | 631 641 642 643 645 661A 662 685                                                                           |                    | Las Rozas                  |      |
| 06166                                                                       | Ctra. El Escorial - Quinta del Sol        | 621 622 623 624A 625 627 628 629 631 641 642 643                                                           |                    | Las Rozas                  |      |
| 6268                                                                        | Av. Padre Huidobro - P.º Ermita           | 621 622 623 624 624A 625 627 628 629 631 635 641 642 643 651 652 653 654 655 656 656A 657 661A 662 664 815 |                    | Madrid                     |      |
| 23                                                                          | Escuela Universitaria de Estadística      | Autobuses interurbanos del Corredor 6                                                                      |                    | Madrid                     |      |
| 1333                                                                        | Av. Puerta de Hierro - Agrónomos          | Autobuses interurbanos del Corredor 6                                                                      |                    | Madrid                     |      |
| Terminal de las expediciones que finalizan en el intercambiador de Moncloa: |                                           | |                    |                            |      |
| 6002                                                                        | Intercambiador de Moncloa (dársena 11)    | 664 | Moncloa            | Madrid                     |      |
| Terminal de las expediciones que finalizan en superficie:                   |                                           | |                    |                            |      |
| 15525                                                                       | Pº Moret - Moncloa                        | 611 612 632 684 691 N602 N604 N904 N905                                                                    | Moncloa            | Madrid                     |      |

## Galería de imágenes

Mapa de la distribución de dársenas del intercambiador de Moncloa con la distribución de cabeceras de las líneas de autobuses, entre las que aparece la línea 661.